# Gigantes de Guayana
O Gigantes de Guayana é uma agremiação profissional de basquetebol situada na cidade de Ciudad Guayana, Bolívar, Venezuela que disputa atualmente a LPB.